# Araneus thaddeus
Araneus thaddeus är en spindelart som först beskrevs av Nicholas Marcellus Hentz 1847.  Araneus thaddeus ingår i släktet Araneus och familjen hjulspindlar. Inga underarter finns listade i Catalogue of Life.